# صعود سلاحف النينجا المراهقون المتحولون: فوضى المتحول
صعود سلاحف النينجا المراهقون المتحولون: فوضى المتحول (بالإنجليزية: Teenage Mutant Ninja Turtles: Mutant Mayhem)‏ هو فيلم رسوم متحركة أمريكي قادم من إنتاج نيكلوديون أفلام واستوديوهات نكلوديون للرسوم المتحركة، من المقرر صدوره في 4 أغسطس 2023.

## روابط خارجية
- صعود سلاحف النينجا المراهقون المتحولون: فوضى المتحول على موقع IMDb (الإنجليزية)
- صعود سلاحف النينجا المراهقون المتحولون: فوضى المتحول على موقع ميتاكريتيك (الإنجليزية)
- صعود سلاحف النينجا المراهقون المتحولون: فوضى المتحول على موقع روتن توميتوز (الإنجليزية)
- صعود سلاحف النينجا المراهقون المتحولون: فوضى المتحول على موقع قاعدة بيانات الأفلام العربية
- صعود سلاحف النينجا المراهقون المتحولون: فوضى المتحول على موقع ألو سيني (الفرنسية)
- صعود سلاحف النينجا المراهقون المتحولون: فوضى المتحول على موقع أول موفي (الإنجليزية)
- صعود سلاحف النينجا المراهقون المتحولون: فوضى المتحول على موقع فيلمافينيتي (الإسبانية)
- صعود سلاحف النينجا المراهقون المتحولون: فوضى المتحول على موقع قاعدة بيانات الأفلام السويدية (السويدية)
- صعود سلاحف النينجا المراهقون المتحولون: فوضى المتحول على موقع قاعدة بيانات الفيلم (الإنجليزية)
- صعود سلاحف النينجا المراهقون المتحولون: فوضى المتحول على موقع ليتربوكسد (الإنجليزية)